# 양산 통도사 금니금강경 12곡 병풍
양산 통도사 금니금강경 12곡 병풍(梁山 通度寺 金泥金剛經 十二曲 屛風)은 대한민국 경상남도 양산시 하북면 지산리, 통도사에 있는 검푸른색 종이에 금가루로 글씨를 적은 병풍이다. 
1979년 5월 2일 경상남도의 유형문화재 제99호 금니금강경으로 지정되었다가, 2018년 12월 20일 현재의 명칭으로 변경되었다.

## 개요
금강반야바라밀경은 줄여서 ‘금강경’이라고 부르기도 하는데, 조계종의 근본경전으로 우리나라에서는 반야심경 다음으로 많이 읽힌다. 
한문으로 번역되어 있던 금강경을 고려시대에 단연자라는 도승이 옮겨 적은 것이다. 12폭의 병풍으로 되어 있으며 가로 35cm, 세로 150cm이다. 검푸른색 종이에 금가루로 글씨를 적었다. 
왕실에 있었던 것을 통도사에 기증한 것이라 전해지며 지금도 양호한 상태로 보관되어 있다.

## 참고 문헌
- 양산 통도사 금니금강경 12곡 병풍 - 국가유산청 국가유산포털